# Hra na trombón

Hra na trombón (ilustrace)

Hra na trombón nebo pouze „trombón“ je akt, v němž muž stojí s nohama a koleny mírně od sebe na šířku ramen od sebe, aby odhalil konečník. . Druhý jedinec – „hráč“ obvykle klečí za mužem a provádí anilingus, zatímco ruka dosahuje až pod varlata, která stimuluje pohybem nahoru a dolů, čímž napodobuje hru na trombón. Tato pozice má další varianty v závislosti na pohlaví osob.